# Jacobo Majluta Azar

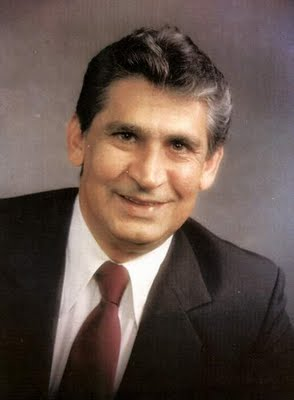
Jacobo Majluta Azar (ca. 1995)

Jacobo Majluta Azar (* 9. Oktober 1934 in Santo Domingo, Dominikanische Republik; † 2. März 1996 in Tampa, Florida) war ein Politiker (Partido Revolucionario Dominicano (PRD), Partido Revolucionario Independiente (PRI)) in der Dominikanischen Republik. Er wurde 1978 zum Vizepräsidenten gewählt und war 1982 als Nachfolger des durch Suizid verstorbenen Antonio Guzmán während 42 Tagen Präsident der Dominikanischen Republik. 1982 bis 1984 war er Präsident des Senats (Oberhaus) und des vereinigten Parlaments (Kongress) und bis 1986 noch Abgeordneter. In der Präsidentschaftswahl 1990 unterlag er als Kandidat des von ihm gegründeten PRI.

## Biographie

### Herkunft und Privates
Majluta wurde in eine Händlerfamilie mit libanesischen Wurzeln hineingeboren. Sein Vater gleichen Namens war Dominikaner libanesischen Ursprungs, seine Mutter Elena Azar war Libanesin. Majluta studierte Finanzwissenschaften an der Universidad Autónoma de Santo Domingo und arbeitete danach als Finanzchef im Banken- und staatlichen Sektor.
Er war verheiratet mit Ana Elisa Villanueva und hatte mit ihr eine Tochter, Consuelo Elena Majluta Villanueva.

### Politische Karriere
Majluta trat dem PRD 1961 nach der Ermordung des Diktators Rafael Trujillo bei, stieg dort rasch auf und wurde 1963 der jüngste Minister in Juan Boschs kurzlebiger Regierung. Nachdem diese durch einen Militärputsch gestürzt worden war, begab er sich ins Exil. Nach seiner Rückkehr baute er seine politische Karriere wieder auf und wurde bei der Präsidentschaftswahl 1978 zum Vizepräsidenten gewählt.
Einmal im Amt, verlor er rasch die Unterstützung des radikaleren sozialdemokratischen Flügels des PRD. Als Chef von CORDE (Corporación de Empresas Estatales), einem der großen Staatsunternehmen, wurde er der Korruption verdächtigt, die aber nie bewiesen werden konnte. Seine wirkliche Sorge während seiner ganzen Karriere war ohnehin stets, die Angriffe anderer Anführer oder Hintermänner im PRD abzuwehren.
Auch sein Ziel, für die Präsidentschaftswahl 1982 als offizieller Kandidat des PRD nominiert zu werden, erreichte er nicht; er verlor die parteiinterne Wahl gegen Salvador Jorge Blanco. Dieser gewann danach die Präsidentschaftswahl vom 16. Mai 1982. Nach Guzmáns Freitod am 4. Juli 1982 wurde Majluta als Vizepräsident verfassungsgemäß für die kurze verbleibende Amtszeit Guzmáns Präsident der Dominikanischen Republik, erklärte jedoch umgehend, das Amt wie vorgesehen am 16. August 1982 dem gewählten Salvador Jorge Blanco zu übergeben. In seiner kurzen Amtszeit reduzierte er die Preise der Grundnahrungsmittel, um so seine Popularität zu erhöhen. Mit der Einsetzung Jorge Blancos als Präsident wurde Majluta Abgeordneter im Senat und dessen Präsident sowie Präsident des Kongresses (vereinigtes Parlament, die dominikanische Abgeordnetenkammer und der Senat). Seine neue Position nutzte er, um das politische Programm seiner parteiinternen Rivalen – auch mit Hilfe der Opposition – zu blockieren.
Nach verschiedenen Skandalen und nachdem Blancos Regierung das Land nach und nach Richtung Staatsbankrott geführt hatte, forderte Majluta 1986 erneut die Nominierung zum offiziellen Präsidentschaftskandidaten des PRD. Dieses Mal allerdings war der charismatische José Francisco Peña Gómez sein Konkurrent, und zwischen den beiden Lagern brach ein offener Konflikt aus. Nachdem in Schießereien mehrere Anhänger der beiden Rivalen getötet worden waren, wurde Majluta endlich als offizieller Kandidat für die Präsidentschaftswahl 1986 nominiert. Trotz seiner unbestrittenen politischen Fähigkeiten unterlag er knapp seinem Gegenkandidaten Joaquín Balaguer vom Partido Reformista Social Cristiano (PRSC), dem großen alten Mann der dominikanischen Politik, der mit 80 Jahren nach 1960–1961 und 1966–1978 wiederum zum Präsidenten gewählt wurde. Der brutale parteiinterne Kampf hatte einen großen Teil der PRD-Anhänger ihrer Partei entfremdet, und viele bisher treue PRD-Wähler wählten ihren eigenen Kandidaten nicht.
Majluta wollte seine Niederlage nicht hinnehmen, verkündete unmittelbar nach der Wahl seinen Sieg und forderte deren Wiederholung. Schließlich zwangen ihn Vertreter des Militärs und der Kirche, der eigentlichen Machthaber im Lande, die Niederlage anzuerkennen. 1987, als Peña Gomez seinen Einfluss in der Partei festigte, wurde Majluta aus der Partei ausgeschlossen, worauf ein Gericht dies jedoch als gesetzwidrig erklärte. 1989 trat er schließlich selbst aus der Partei aus und gründete den Partido Revolucionario Independiente (PRI), dessen Hauptaufgabe es war, Majlutas Aspiration auf das Amt des Präsidenten zu unterstützen. Der PRI erreichte allerdings nie breitere Unterstützung im Volk. Bei der Präsidentschaftswahl 1990 verhinderte er jedoch mit den erreichten 7 % der Stimmen die Wahl Peña Gomez’.

### Unterstützung Peña Gomez’
Überraschenderweise suchte Majluta in den Wochen vor seinem Tod eine Annäherung an seinen ewigen Rivalen Peña Gomez und unterstützte sogar dessen Kandidatur in der Präsidentschaftswahl 1996. Dies wurde von vielen als die letzte, nun aber untypische Geste eines sonst hartnäckigen Kämpfers gesehen, der persönliche Macht stets über Parteidemokratie gestellt hatte.

## Ehrungen
Zu Majlutas Ehren wurde 1997 in Santo Domingo die Verlängerung der Avenida Charles de Gaulle von der Carretera Mella bis zur Avenida República de Colombia in Avenida Jacobo Majluta umbenannt.